# 七指蕨
七指蕨（学名：Helminthostachys zeylanica），又名锡兰七指蕨、蜈蚣草，属七指蕨科七指蕨属的一种蕨类植物。
种名zeylanica意为斯里兰卡的。

## 形态
高30～50厘米。根状茎横走，具有较密的多肉质粗根；近顶部生出1-2枚叶。叶柄基部有两片长圆形、淡棕色托叶，顶部生营养叶片和孢子囊穗。营养叶三叉，每叉由一枚顶生羽片和一或两对侧生羽片组成，具短柄。孢子囊穗单生，高出营养叶，孢子囊顶端有不育的鸡冠状突起。

## 分布
分布在菲律宾、锡兰、印度、泰国、缅甸、澳洲、台湾岛、印度尼西亚、马来亚以及中国大陆的云南、海南等地，多生长于湿润疏荫林下，目前尚未由人工引种栽培。